# Scolca
Scolca – miejscowość i gmina we Francji, w regionie Korsyka, w departamencie Górna Korsyka.
Według danych na rok 1999 gminę zamieszkiwały 62 osoby, a gęstość zaludnienia wynosiła 9 osób/km².